# Сибирский финский язык
Сибирский финский язык (корлака) — диалекты финского языка, на которых говорят проживающие в Сибири финны и ингерманландцы. Сибирский финский язык — это собирательное название, к которому можно отнести, как минимум, два языка или диалекта: сибирско-ингерманландский финский язык и язык сибирских финнов.

## Носители
Первый, академическое название которого — сибирско-ингерманландский финский язык или сибирский ингерманландский идиом, представляет собой смешанный язык близкий нижнелужскому диалекту ингерманландского финского языка и нижнелужскому диалекту ижорского языка. Предки носителей этого языка мигрировали из района реки Россонь (Ингерманландия) в Западную Сибирь в 1803–1804 годах. Носители этого языка — сибирские ингерманландцы, называют его: suomen kiel' , mejjen kiel' , oma kiel' . Большинство из них (на 2022 год) проживают в селе Рыжково и его окрестностях, а также в Омске и Таллине (Эстония). 
Второй — язык сибирских финнов, на котором говорят потомки ссыльных из Великого княжества Финляндского и репрессированных в советские годы лиц финского происхождения (красные финны). Этот язык очень близок к нормативному финскому, так как, вероятно, основан на восточно-финских диалектах, но имеет заимствования из эстонского и русского языков. Несколько носителей этого языка живут в Омске, ещё несколько изолированных носителей живут в других населенных пунктах Омской области (Орловка, а также, вероятно, Ивановка и Ковалёво). Носители языка сибирских финнов жили ранее также в деревне Рыжково, Орловке, Бугене и Ивановке.
Сибирский финский язык различается в зависимости от происхождения говорящего (Финляндия или Ингерманландия) и уровня его образования. Большинство говорящих на сибирском финском языке — пожилые люди, знание языка которыми теряется. По мнению авторов документального фильма о сибирских финнах «это не совсем финский язык, в нем есть что-то эстонское. Слушая речь сибирских финнов, понимаешь речь этих пожилых людей, которые называют себя корлаками, но в то же время в ней есть что-то иностранное».
По мнению исследователей, улучшить ситуацию с сохранением сибирского финского языка можно, поскольку он всё еще используется и его носителей всё ещё можно найти в Сибири.

## История изучения сибирского финского языка
В 1970-е годы доцент Петрозаводского государственного университета В. Е. Злобина указывала в своих работах, что на сибирский финский язык сильное влияние оказали сибирские эстонцы, однако финский исследователь Рубен Нирви предположил, что схожие черты этих языков, такие как комитативное окончание -kä/ka, появились ещё до переселения в Сибирь.
В 1980-е — 2000-е годы эстонские ученые (Юри Виикберг, Ану Корб, Айвар Юргенсон) провели масштабные исследования, посвященные сибирским эстонцам. Во время этих экспедиций они обнаружили сложные взаимодействия между финноязычными этническими группами и группами, в которых взаимодействовали эстонские и финские этнические и языковые компоненты.
В 2005 году проводил исследование сибирского финского языка Руслан Хаарала.
В 2008—2014 годах сибирско-ингерманландский финский язык исследовала и документировала Д. В. Сидоркевич из Института лингвистических исследований РАН. Её кандидатская диссертация об этом языке была написана в 2013—2014 годах. Сибирско-ингерманландский финский язык исследовали и документировали также: М. З. Муслимов из Института лингвистических исследований РАН, Фёдор Рожанский из Тартуского университета и Н. В. Кузнецова из Католического университета Святого Сердца (Милан).

## Примеры
- tere = привет
- saatko arvoa = ты понимаешь
- juttele eestis tai suomeks, daže ryssäki käyb = говорят по-эстонски или по-фински, даже русский используется
- gorod, linna = город
- dom, tuba = дом, изба
- otpusk = отпуск, каникулы
- ulitsa, tänävä = улица, дорога
- elänikot = люди
- saada arvoa = понимать
- kõik = все
- aek = время
- hän õppib = он учится
- lapsenka = с ребёнком
- syntysin = я родился
- käsiinkä = руками
- korlaka = сибирский финн
- piam menem penssiäm pääl = я скоро выйду на пенсию
- tirehtoori = директор
- juure = в
- daže = даже
- hevosenka = на лошади[10][7]

| Сибирский финский | Финский | Русский |
| --- | --- | --- |
| No, täl kaik viäl ympärin venäläiset, venäläiset. Ja nämä last nuaret venäjäks puhuvat, kuka eivät kehta vrode, et huanasti tulee ulos ni, nii venäjä enemän kaikkia, no. | No, täällä kaikki vielä ympärin venäläiset, venäläiset. Ja nämä lapset nuoret venäjäksi puhuvat, ketkä eivät kehtaa niin kuin että huonosti tulee ulos niin, niin venäjä enemmän kaikkea, no. | Ну, тут кругом всё русские, русские. Даже маленькие дети говорят по-русски, стесняются по своему говорить, потому что это плохо получается, так что на русском (говорят) больше всего. |

## Грамматика
Некоторые грамматические элементы в сибирском финском языке включают комитативное окончание -ka/kä, окончание 3-го лица единственного числа -b и несовершенный суффикс -si-.

## Лексикон
Большое влияние на сибирский финский оказал русский язык. Примеры заимствований: vnuki (внуки), izvenenija (извините), tak praela (правильно?) и т. д.. 